# Yuan de Mengjiang
El yuan de Mengjiang es la unidad monetaria emitida en 1937-1945 por los varios gobiernos de Mengjiang.

## Historia
En abril de 1934, el gobierno chino reconoció la autonomía de Mongolia Interior. Japón, que controlaba parte del territorio de Mongolia Interior en ese momento, promovió movimientos separatistas en 1935-1936. El 22 de diciembre de 1935 (según otras fuentes - 27 de mayo de 1936) se proclamó la independencia de Mongolia Interior. El 12 de mayo de 1936, con la ayuda de los japoneses, se creó el gobierno militar de Mongolia.
El 28 de octubre de 1937, el gobierno se fusionó con los gobiernos provinciales de Chahar del Sur y Shanxi del Norte, formando el "Comité Conjunto de Mengjiang". El 27 de noviembre del mismo año, se proclamó la independencia total de China, el gobierno militar se convirtió oficialmente en el Gobierno Autónomo de los Aimaq Mongoles Unidos. El 1 de septiembre de 1939, se creó el Gobierno Autónomo Unido de Menjiang. El 4 de agosto de 1941, se cambió el nombre del estado, se proclamó la Federación Autónoma de Mongolia.
En agosto de 1945, con el inicio de la guerra soviético-japonesa, las tropas de Mongolia Interior participaron en las batallas del lado de Japón. El 10 de octubre de 1945 se proclamó la República Popular de Mongolia Interior en el territorio liberado de los japoneses y sus aliados. Con la salida de las tropas soviéticas en 1946, la república perdió el control de la mayor parte de su territorio. Paralelamente, se estableció el Gobierno Autónomo Popular de Mongolia Oriental en el este de la región. Las autoridades de ambas repúblicas lograron unir sus estados y el 1 de mayo de 1947 se creó el Gobierno Autónomo de Mongolia Interior en la mayor parte de Mengjiang en las provincias de Suiyuan, Rehe y Chahar.

## Emisión en el territorio de Mongolia Interior
A principios de 1937, se creó el Banco de Chahar del Sur (Cha-Nan Bank) en Kalgan, para su emisión utilizó billetes del “Banco Provincial de las Tres Provincias Orientales”, del año 1929, de 1, 5, 10 y 100 yuanes, que fueron sobreimpresos. Pronto, este banco fue reemplazado por el recién creado Banco de Menjiang, que comenzó a emitir nuevos billetes. El Banco de Mengjiang emitió billetes de 5 fyn, 1,5  jiao, 5 jiao - 50 fyn, 1, 5, 10, 100 yuanes. En 1938, se emitió una moneda de cobre y níquel de 5 jiao.
Tras la liquidación de la Federación Autónoma de Mongolia en 1945 y la proclamación de la República Popular de Mongolia Interior, los billetes de Mengjiang siguieron utilizándose. En 1945-1946, se emitió el Yuan del Mando del Ejército Rojo para proporcionarlo a las unidades militares soviéticas, en paralelo con los billetes emitidos anteriormente.
En agosto de 1948 se inició la reforma monetaria en China, y el 1 de diciembre del mismo año se estableció el Banco Popular de China mediante la fusión de tres bancos. Sin embargo, la unificación de la circulación monetaria en China requirió un tiempo considerable y no se completó hasta principios de 1952. El tipo de cambio de la moneda única se fijó por separado para cada emisión local de dinero. El cambio del yuan de Mongolia Interior por billetes del Banco Popular de China se realizó en 1951 en una proporción de 91⁄2: 1.

### Billetes del Banco de Mengjiang
| Imagen  | Imagen  | Valor        | Dimensiones (mm) |
| Anverso | Reverso | Valor        | Dimensiones (mm) |
| ------- | ------- | ------------ | ---------------- |
|         |         | 5 fen        |                  |
|         |         | 1 Chiao/jiao |                  |
|         |         | 1 yuan       |                  |
|         |         | 5 yuan       |                  |
|         |         | 10 yuan      |                  |